# Штробль, Карл Ханс
Карл Ханс Штробль (нем. Karl Hans Strobl; 6 декабря 1877 Иглау, Австро-Венгрия, ныне Йиглава, Чехия — 10 марта 1946, Перхтольдсдорф, Австрия) — австрийский писатель-прозаик. Наибольшую известность получили его произведения в жанре ужасов и фантастики. Член нацистской партии.

## Биография
В 1894 году приступил к изучению юриспруденции в пражском университете, был активным участником студенческого союза «Germania». Почитатель творчества Рильке, написал статью, восхваляющую достоинства его поэтического сборника «Часослов». Сильное влияние на его воззрения оказали также работы Хьюстона Чемберлена.
С 1898 года работал в районном суде Иглау. В 1900 году, получив докторскую степень, он перевёлся в Брюнн где, работая уполномоченным по финансам, руководил местным вагнеровским обществом.
Писательскую карьеру начал в том же 1900 году выпуском фантастических и гротескных историй о привидениях. Также широкую известность получили его романы о студенческой жизни Праги. Публикует культурно-исторические обзоры в «Mährischen Grenzboten». С 1901 года занимается театральной и литературной критикой в Брюнне печатается в «Tagesboten» — ежедневной газете, ориентированной на немецкую прослойку общества.
В 1909 году Штробль награждён — как некогда его кумир Рильке — премией Бауэрнфельда.
В 1913 году из-за своих радикальных националистических взглядов Штробль после конфликта с чешским начальством ушёл в отставку с государственной службы и переехал в Германию, где занимал должность редактора лейпцигского журнала «Der Turmhahn».
Во время Первой мировой войны Штробль с 1915 по 1918 годы работает фронтовым репортёром в венской штаб-квартире военной прессы Австро-Венгерской монархии. После войны он покупает дом в Перхтольдсдорфе (Нижняя Австрия) и занимается литературной деятельностью. Некоторое время проживает в Германии, где вместе с Альфонсом Цибулькой издаёт журнал «Der Orchideengarten», который считается первым в мире журналом, посвящённым фантастике. В последующие годы были написаны более 100 произведений, среди которых романы, повести и рассказы, биографии и многочисленные статьи для различных журналов.
В 1927—1933 годах Штробль — президент «Немецко-австрийского товарищества писателей» (Вена). Избран «…в знак признания выдающегося поэтического творчества».
Из-за проникнутого националистической идеологией романа «Товарищ Виктория» изгнан из Чехословакии. В 1933 году Штробль начал нелегально работать на НСДАП, призывая к присоединению Австрии к нацистской Германии. В 1937 году награждается медалью имени Гёте а в следующем 1938 году назначен руководителем местного Имперского отдела по литературе. С 1938 по 1945 краевой лидер Палаты писателей Рейха в Вене.
После присоединения Судет к Германии возвращается в Иглау, откуда несколько лет спустя бежит. В июне 1945 года задержан представителями войск Союзников, однако признан не подлежащим заключению в силу возраста и состояния здоровья. Книги Штробля запрещаются.
Карл Ханс Штробль умирает 10 марта 1946 года в Перхтольдсдорфе под Веной в доме для престарелых.
Состоял в браке с Габриэллой Штробль (в девичестве Виттман). Есть сын — Курт Штробль.

## Список избранных сочинений
- Die Vaclavbude, Berlin 1902
- Der Schipkapaß, Berlin 1908

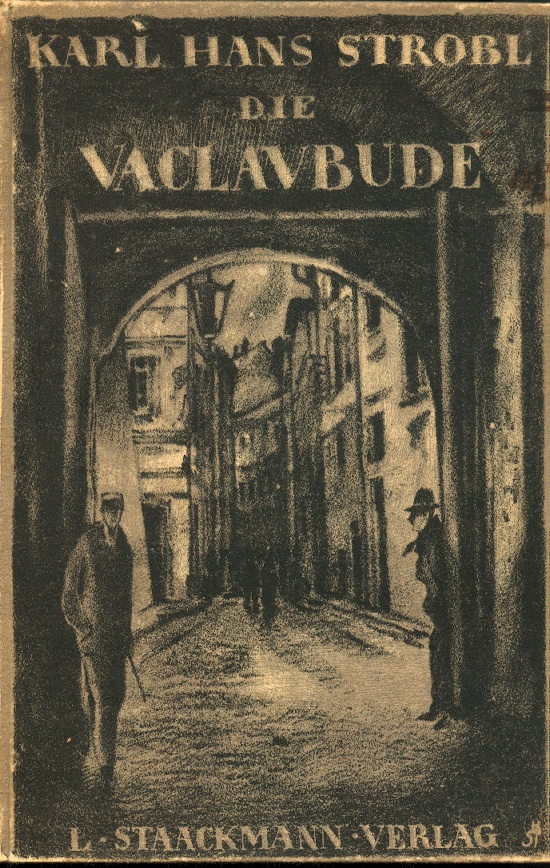
Обложка издания Die Vaclavbude

- Das Frauenhaus von Brescia, Leipzig 1911
- Das Wirtshaus «Zum König Przemysl», Leipzig 1913
- Die vier Ehen des Matthias Merenus, Leipzig 1914
- Bismarck (3 Bde.) Leipzig 1915—1919
- Der Zauberkäfer, Wien 1923
- Das Grab des weißen Königs, 1930
- Die Flamänder von Prag (Neuauflage von «Der Schipkapaß»), Karlsbad 1932
- Schwarz-Weiß-Gelb. Ein Spiel zum 65. Stiftungsfest des Corps Austria-Prag zu Frankfurt a/M., o.O. 1926, Nachdruck in: Einst und Jetzt Jahrbuch des Vereins für corpsstudentische Geschichtsforschung e.V., Würzburg 2006, S. 243—264

фантастические произведения
- Eleagabal Kuperus, 1910, im Georg Müller Verlag, München
- Lemuria,1917, Georg Müller Verlag, München
- Gespenster im Sumpf, Leipzig 1920
- Die Eier des Basilisken, Reichenberg 1926
- Goya und das Löwengesicht, Leipzig 1931

автобиографические работы
- Das zweite Band, in: Aura Academica, 2. Jahrg., Leipzig 1914, S. 139—156.
- Verlorene Heimat, Jugenderinnerungen aus dem deutschen Ostland, Stuttgart 1920
- K.P.Qu., Reichenberg 1928
- Heimat im frühen Licht, Budweis, Leipzig 1942
- Glückhafte Wanderschaft, Budweis, Leipzig 1942
- Die Weltgeschichte und das Igelhaus, Budweis, Leipzig 1944

## Экранизации
Изданный в 1910 году роман «Элеагабал Куперус» в 1920-м был экранизирован Рихардом Освальдом под названием «Ночные фигуры». В фильме приняли участие такие звезды, как Пауль Вегенер и Конрад Фейдт .[3]
19 марта 1920 года, в кинотеатре «Централь», в Брно состоялась премьера короткометражного фильма «Die arge Nonne», по одноименному рассказу, режиссёр Арно Хольц, двойную женскую роль исполнила Магда Соня.